# Rijnlands Leisteenplateau
Het Rijnlands Leisteenplateau (Duits: Rheinisches Schiefergebirge) is een in de geologie gebruikte aanduiding voor een middelgebergte dat zich uitstrekt over Duitsland, België en Luxemburg. De term wordt voornamelijk in Duitse literatuur gebruikt, meestal worden de aparte onderdelen van het leisteenplateau benoemd, zoals de Eifel (in Duitsland en België), de Ardennen (in België) en het Sauerland verder in het oosten.

## Geografie
Het plateau is gemiddeld 500 meter hoog. De hoogste top is de Großer Feldberg met 881 meter. De Rijn snijdt het plateau in een oostelijk en een westelijk deel. De oostvleugel wordt uitgemaakt door Taunus, Westerwald, Bergisches Land, Sauerland en Siegerland; de rivier de Lahn doorsnijdt de oostvleugel.
De door de Moezel doorsneden westvleugel kent aan de noordkant de Eifel en de Ardennen, ten zuiden van de Moezel ligt de Hunsrück.

## Geologie

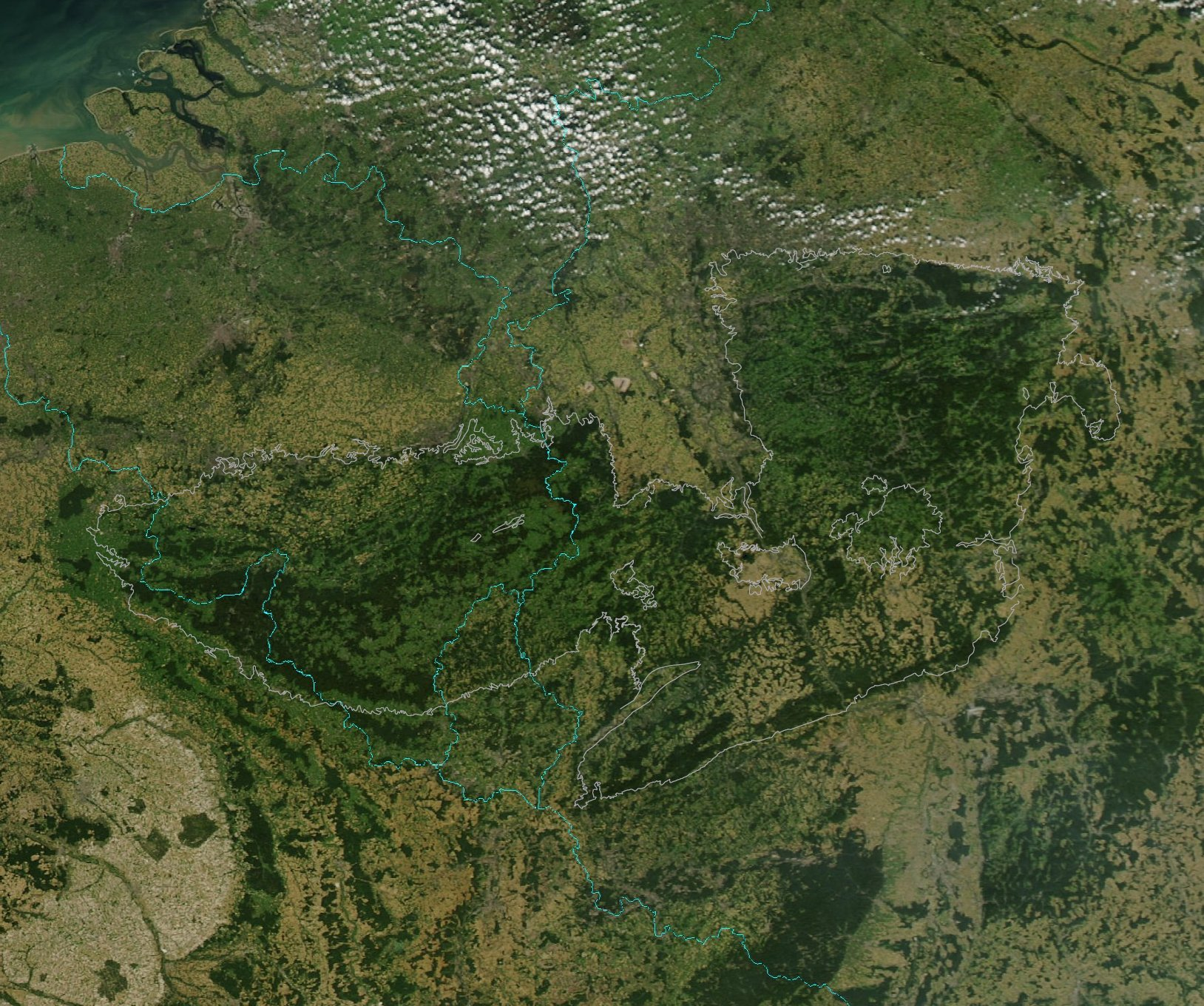
Rijnlands Leisteenplateau (satellietfoto)

Hoewel dit plateau het Rijnlands Leisteenplateau genoemd wordt, vormt leisteen slechts een gedeelte van de lithologieën in het gebied. De Ardennen bestaan naast leisteen met zandige ontsluitingen ook uit kalken en dolomieten. De Eifel wordt gekenmerkt door schalies en kalksteen.
Het Rijnlands Leisteenplateau bestaat voornamelijk uit Devonische gesteenten (van zo'n 400 tot 350 miljoen jaar (Ma) oud), die bij elkaar de Paleozoïsche sokkel genoemd worden. Na afzetting van deze gesteenten trad compressie op resulterend in gebergtevorming. Deze periode staat bekend als de Hercynische orogenese. Wat na afzetting schalie (of kleisteen) was, is onder invloed van druk en temperatuur gemetamorfoseerd tot leisteen. Deze leisteen wordt heden ten dage gewonnen in groeves en vooral gebruikt als dakbedekking.
Door latere extensie, waarbij ook de Beneden-Rijnslenk gevormd werd, zijn er vulkanische hotspots ontstaan, die in de Eifel te vinden zijn. Hier bevinden zich ook de beroemde maren, zoals de Pulvermaar, de Schalkenmehrener maar en de Laacher See.
Ardennen ·
Eifel ·
Heuvelland Zuid-Limburg ·
Hoge Venen ·
Hunsrück ·
Kellerwald ·
Lahntal ·
Mittelrheingebiet ·
Moseltal ·
Rothaargebergte ·
Süderbergland ·
Taunus ·
Westerwald